# Mollsjön
Mollsjön är en sjö i Ale kommun och Göteborgs kommun i Västergötland och ingår i Göta älvs huvudavrinningsområde. Sjön är 10 meter djup, har en yta på 0,637 kvadratkilometer och befinner sig 82,1 meter över havet.
Sjön ligger i skogsområdet Alefjäll, öster om Nödinge. Mollsjön är en av flera sjöar som ingår i vattensystem för att säkra tillgången av vatten till kraftstationen som försåg Ahlafors spinneri med ström. Övriga sjöar som ingår i vattensystemet är Hältorpssjön, Vimmersjön, Sandsjön och Stora Björsjön. Dessa sjöar binds samman med både naturliga bäckar och delvis grävda kanaler.

## Delavrinningsområde
Mollsjön ingår i delavrinningsområde (642172-128248) som SMHI kallar för Utloppet av Mollsjön. Medelhöjden är 105 meter över havet och ytan är 4,02 kvadratkilometer. Räknas de 2 avrinningsområdena uppströms in blir den ackumulerade arean 5,62 kvadratkilometer. Vattendraget som avvattnar avrinningsområdet har biflödesordning 3, vilket innebär att vattnet flödar genom totalt 3 vattendrag innan det når havet efter 44 kilometer. Avrinningsområdet består mestadels av skog (78 %). Avrinningsområdet har 0,64 kvadratkilometer vattenytor vilket ger det en sjöprocent på 15,8 %.

## Bilder

Mollsjön
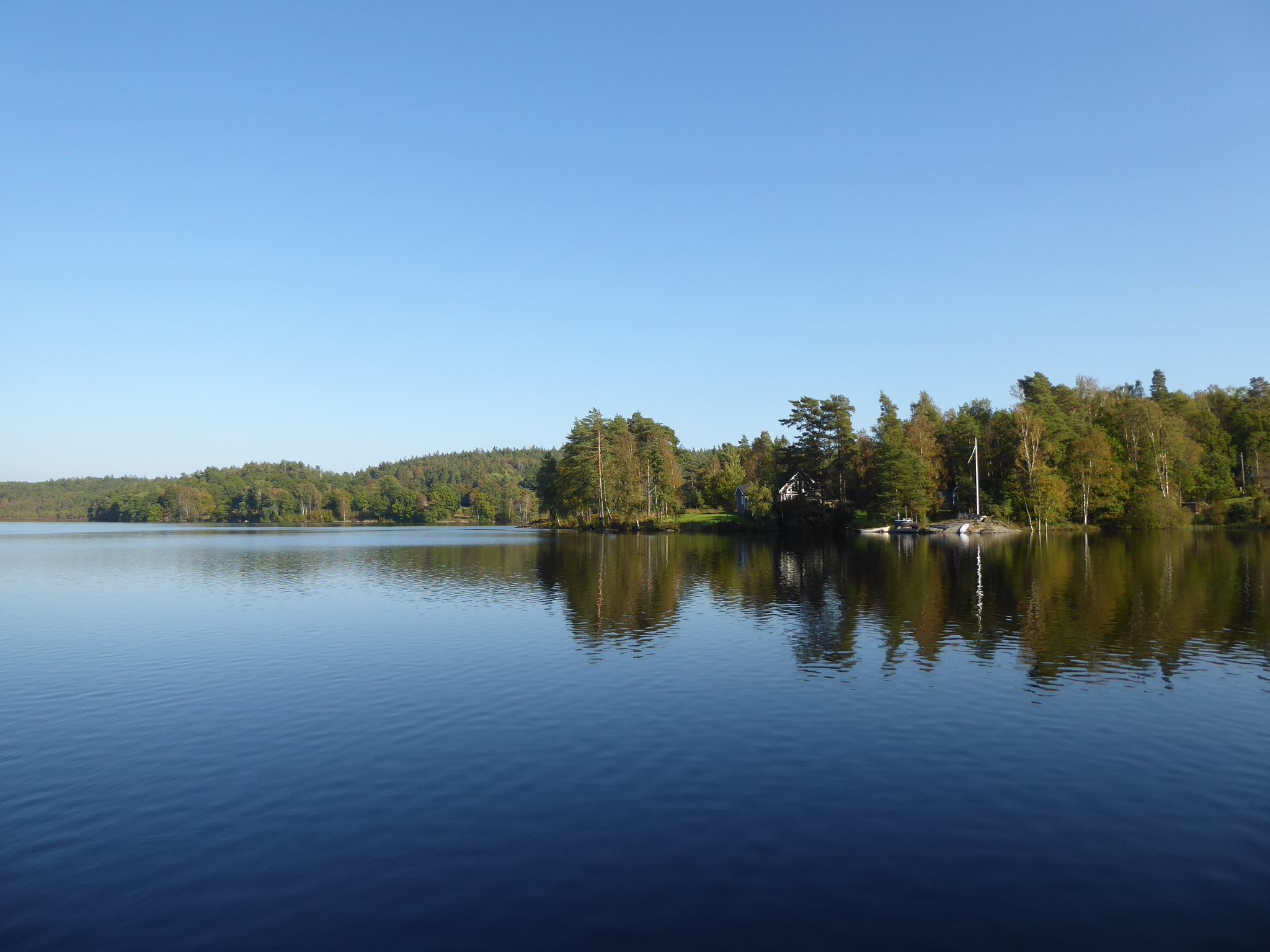
Mollsjön västerifrån
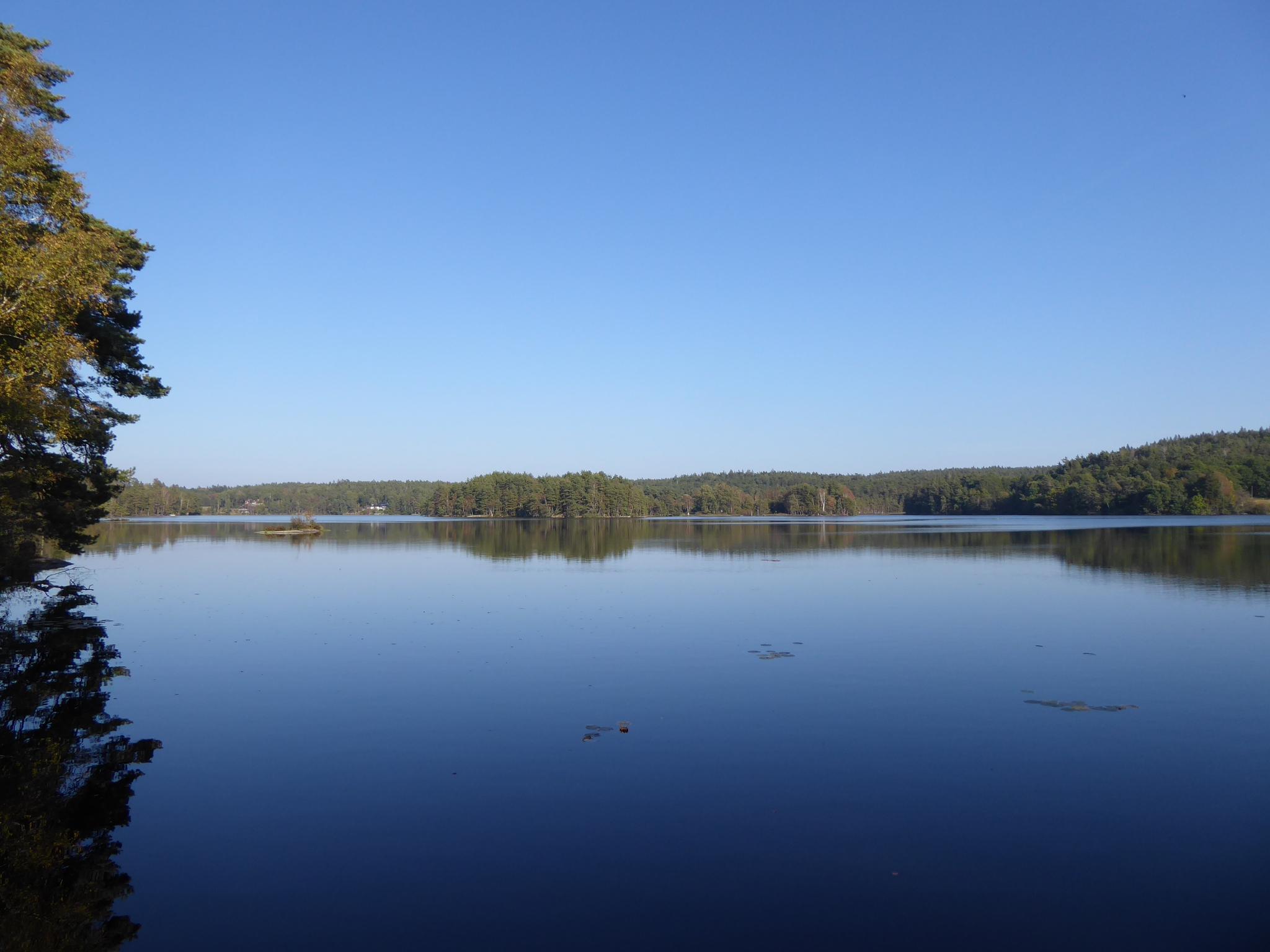
Mollsjön från nordväst
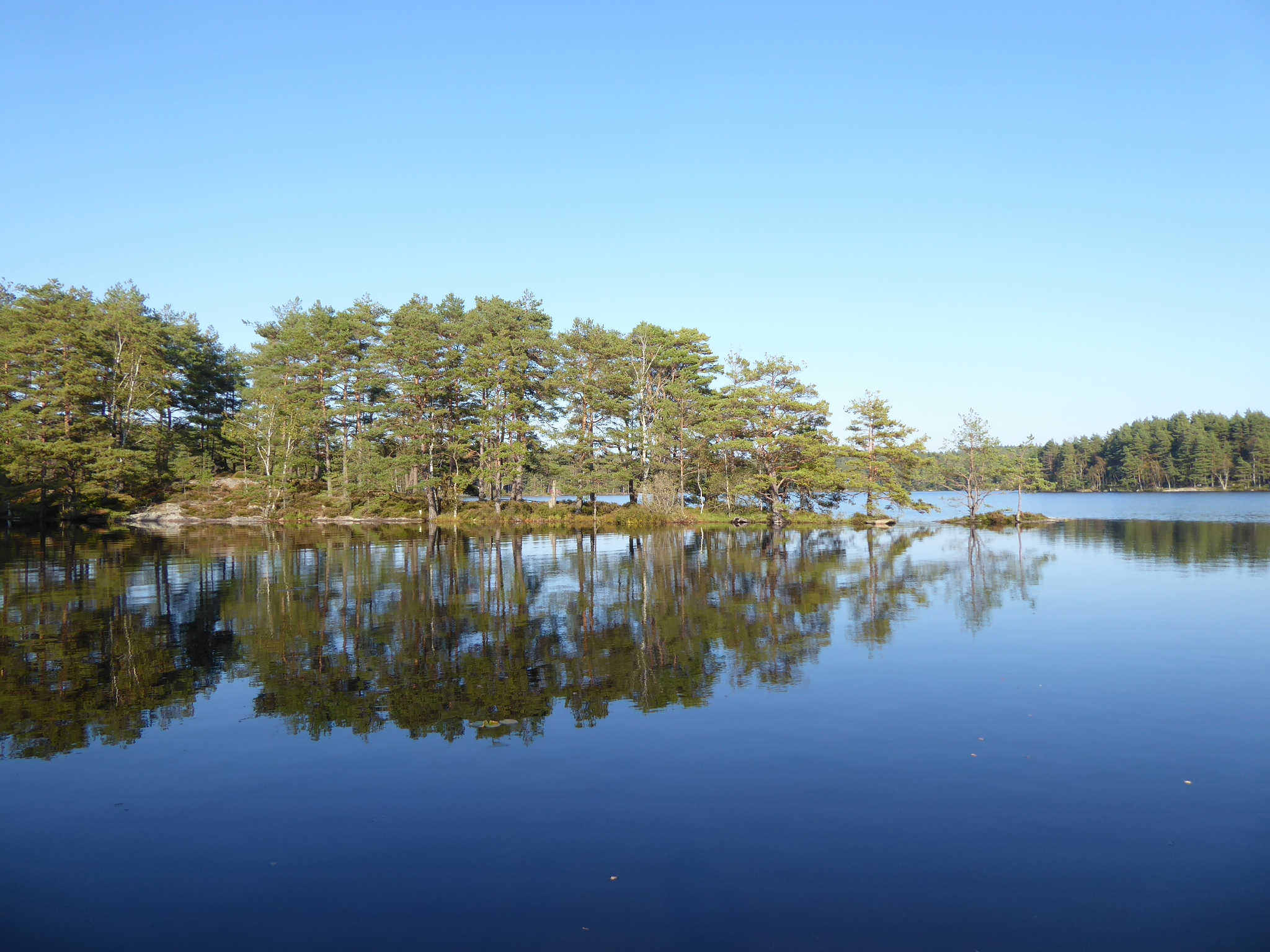
Mollsjön från vik i norr
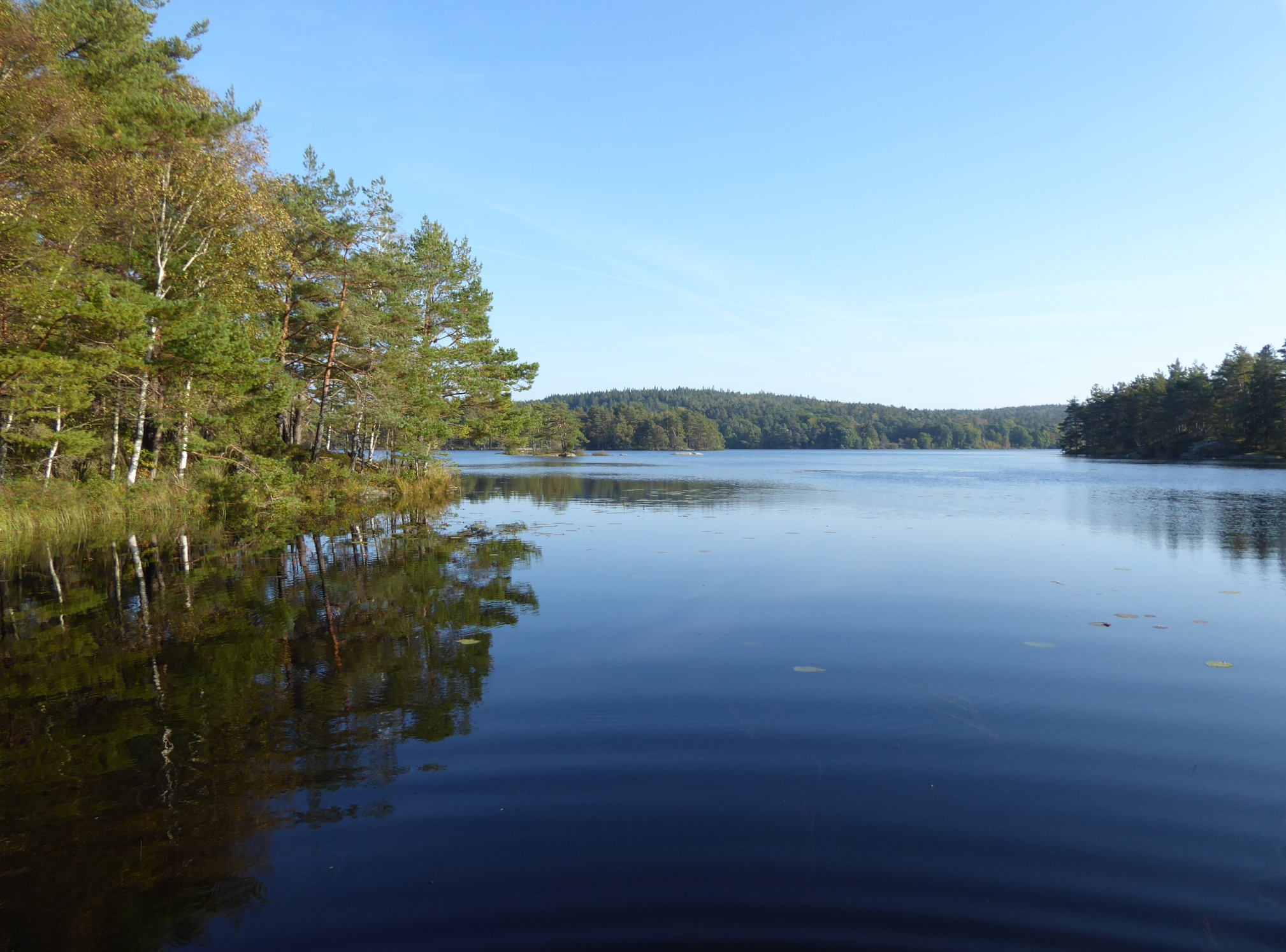
Mollsjön från norr
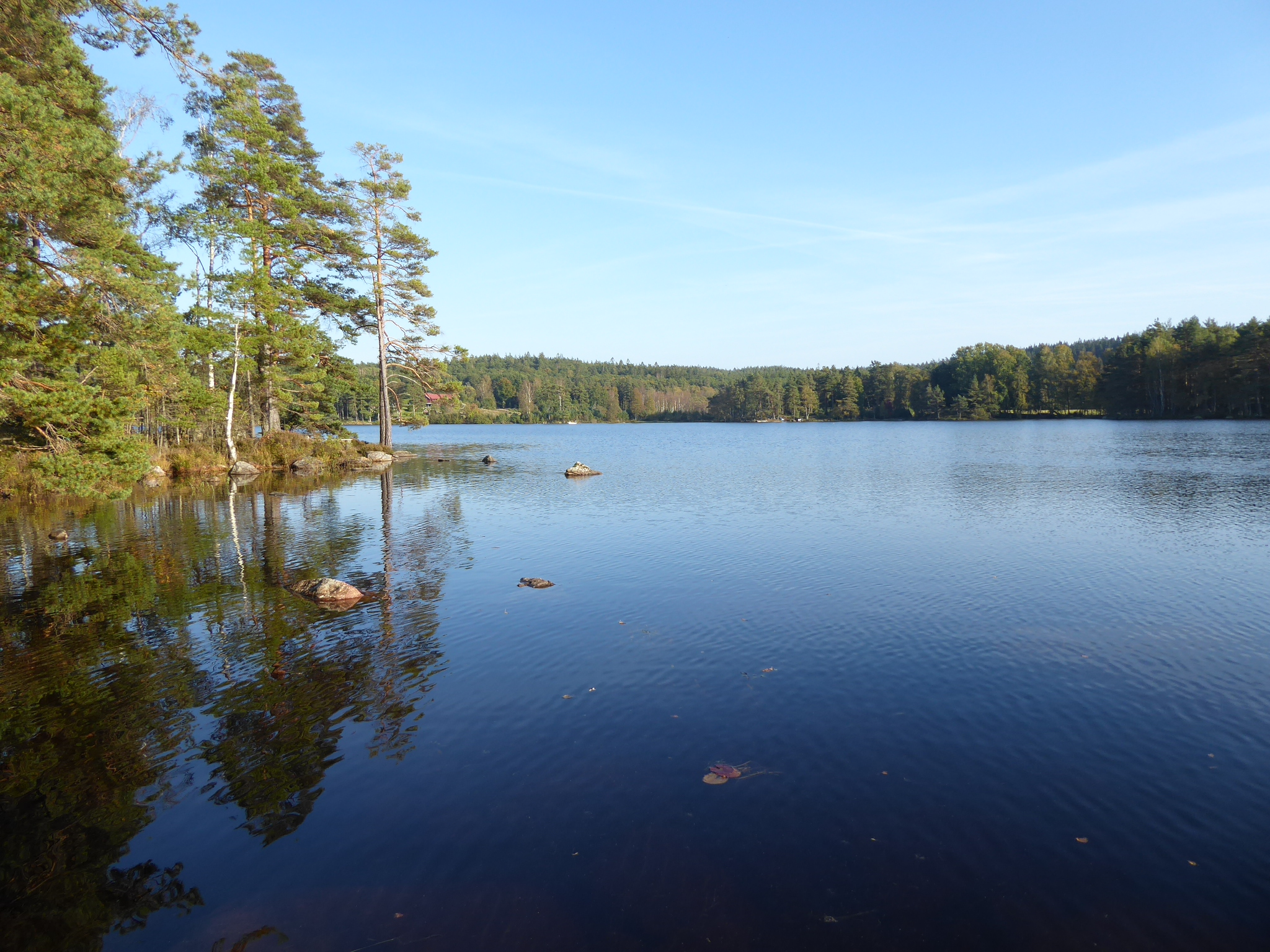
Mollsjön från nordöst